# کمیسیون (حقوق)
کمیسیون گونه‌ای پاداش با پرداخت ناپایدار برای خدمات عرضه شده یا محصولات فروخته شده است. کمیسیون یک راه رایج برای ایجاد علاقه و دستمزد به فروشندگان می‌باشد. کمیسیون‌ها همچنین می‌توانند برای انگیزش رفتارهای فروش ویژه طراحی شوند. به عنوان نمونه، ممکن است هنگام بخشش تخفیف‌های بزرگ، کمیسیون کم شود. یا ممکن است حین فروش محصولات ویژه که سازمان می‌خواهد تبلیغ کند، کمیسیون افزایش یابد. کمیسیون‌ها معمولاً در چارچوب برنامه‌های تشویقی فروش اجرا می‌شوند که می‌تواند شامل یک یا چند طرح کمیسیون باشد (هر کدام معمولاً بر اساس ترکیبی از قلمرو، موقعیت یا محصولات است).
پرداخت‌ها اغلب با استفاده از درصدی از درآمد محاسبه می‌شوند، چاره‌ای برای شرکت‌ها برای حل مشکل عامل اصلی با تلاش برای برابر کردن مجدد سود کارکنان با سود شرکت. با این حال، مدل‌هایی غیر از درصد ممکن است، هم مانند نگرش‌های مبنی بر سود، یا نگرش‌های برپایهٔ بر پاداش. کمیسیون‌ها به پرسنل فروش اجازه می‌دهند (به‌طور جزئی یا کامل) بر اساس محصولات یا خدمات فروخته شده، به جای صرف ساعتی یا بر پایه تلاش برای فروش، حقوق بگیرند. اگرچه نوع بسیاری از سیستم‌های کمیسیون وجود دارد، یک راه شایع برای مدیریت کل هزینه‌ها به عنوان درآمدهای هدف نام برده می‌شود. درآمدهای هدف نشان دهنده دستمزد پایه یک فروشنده به اضافه کمیسیون‌های مورد انتظار است (با در نظر گرفتن اینکه فروشنده یک سهم را رعایت کند). درآمدهای هدفمند به فروشندگان کمک می‌کند تا در صورت دستیابی به هدف‌های آشکار شده شرکت، خسارت کل مورد انتظار خود را تخمین بزنند.
یکی از مرسوم‌ترین راه‌های تلاش برای برابر سازی سود اصلی و نماینده، طراحی مشوق‌های ردیابی حاصل نماینده است. درجه گوناگون بالایی از نظر انواع طرح‌های جبرانی، مانند حقوق ثابت، کمیسیون مستقیم، یا ترکیبی از هر دو وجود دارد. غالباً، کمیسیون برای رسیدن به اهداف فروش به اسم سهمیه تعلق می‌گیرد. این چنین، ساختارهای کمیسیون می‌تواند مانند سطوح بسیاری از دستاوردها باشد که هر یک دارای آستانه متفاوت و پاداش‌های مرتبط هستند.
قالب کمیسیون می‌تواند برای کارمندان یا پیمانکاران خودمختار اجرا شود. صنایعی که کمیسیون در آنها رواج دارد عبارتند از فروش خودرو، فروش ملک، رزرو بیمه و بیشتر شغل‌های فروش. در ایالات متحده، دلال املاکی که با موفقیت ملکی را می‌فروشد، واجب است ۶ درصد از قیمت فروش را کسب نماید.

## پیامدهای قانونی
در مواردی از قرن ۱۹ که هنوز هم به آن تشبیه می‌شود، موری علیه. بیرد, ۷ ن ی ۵۵۳, ۵۵۴–۵۵ (نیویورک ۱۸۸۶)، دادگاه استیناف نیویورک اعلام کرد که بر طبق دکترین خدمتکار بی ایمان نیویورک، یک فروشنده بی جفا نمی‌تواند حق کمیسیون را از کارفرمای خود پس بگیرد، زیرا یقین است که "یک نماینده ناچار است که به روش کامل به آن عمل کند. معاملات وی با اصیل خود؛ و اگر در هر قسمتی از معامله نسبت به کارفرمای خود رفتار نامطلوبی داشته باشد… این به منزله تقلبی از جهت اصلی است که هر گونه حق خسارت برای خدمات را از دست می‌دهد.»
در سال ۲۰۱۱، جری براون، فرماندار کالیفرنیا، قانون ای بی ۱۳۹۶ را امضا نمود که قانون کار کالیفرنیا را تصحیح نمود که به سبب آن همه کارفرمایان که کمیسیون پرداخت می‌کنند می‌خواهد با کارمندان خود قراردادهای کتبی در مورد روش دستیاب، سنجش و پرداخت کمیسیون منعقد کنند. قانون جدید که از ۱ ژانویه ۲۰۱۳ قابل اجرا شد، بعلاوه سخن می‌گوید که کمیسیون «پاداش‌های کوتاه مدت بهره‌وری مثل پاداش‌های پرداختی به کارمندان عمده فروشی» و «پاداش و طرح‌های مشارکت در سود» را سوا می‌کند، مگر اینکه کارفرما پیشنهادی برای پرداخت داشته باشد. درصد ثابتی از فروش یا سود به اسم جبران کاری که باید انجام شود».

## کمیسیون مسیر
کمیسیون تریل (تی سی) کمیسیونی است که توسط شرکت‌های مدیریت سرمایه‌گذاری به مشاوران مالی پرداخت می‌شود. به‌طور کامل اندازه۰٫۱٪ تا ۰٫۹٪ در سال نرخ مالی گری توسط مشتری است.
اگر سرمایه‌گذاری بی واسطه از روش یک مشاور مالی انجام شود، تی سی معمولاً توسط مشاور محافظت می‌شود. با این حال، برخی از آژانس‌ها (به عنوان مثال کامسک) بخشی از تی سی را به مشتری بازمی‌گردانند.
یک مشاور دارایی باید تنهادر راستای مزایای سرمایه گذاران عمل کند. با این حال، واجب است مشاور مالی سرمایه‌گذاری را به سوی صندوق‌هایی راهنمایی کند که از دیدگاه تی سی افزایشی‌ترین سود را دارند. حامیان هدایت سرمایه‌گذاری‌ها به سوی پولی که به سودمشاور مالی است، ادعا می‌کنند که این امر مشاور را تشویق می‌کند تا ارزش پرتفوی را حفظ کند، بنابراین منافع آن‌ها را با سود مشتریانشان هم جهت می‌کند. مخالفان پیشنهاد می‌کنند که سرمایه گذاران معمولاً از این عمل بی اطلاع هستند و به عنوان یک انگیزه بی اثر است.
به دنبال بررسی تقسیم خرده‌فروشی در بریتانیا، کمیسیون دنباله‌دار ازتاریخ ۶ آوریل ۲۰۱۴ بر فروش محصولات سرمایه‌گذاری جدید ممنوع شد و باید تا ۶ آوریل ۲۰۱۶ به‌طور بی‌نقص پاک شود.

## انگلستان
در صنعت خدمات مالی در بریتانیا، قوانین نظم دهی شده در بررسی پخش عمده فروشی در ۳۱ دسامبر ۲۰۱۲ به این معناست که یک مشاور مالی مستقل نمی‌تواند در مدیریت ثروت مشتری خود کمیسیون بگیرد. همانگونه که توسط اداره رفتار مالی مشخص شده است، مشاوران حال باید پس از ارائه مشاوره، ساختار شارژ نخستین را با مشتری به توافق برسانند.
برای مشتریانی که خواهان به پرداخت هزینه نخستین جدا جدا نیستند، این گزینه وجود دارد که پرداخت هزینه‌ها از سرمایه‌گذاری که توسط عرضه دهنده محصول حفاظت می‌شود کم شود. این اقدام‌های جدید توسط بسیاری به اختصاص در صنعت خدمات مالی مورد تشویق قرار گرفته است. این امر منجر به تغییراتی در بخش مستقیم به مصرف‌کننده و بدون مشاوره شده است، به گونه‌ای که برخی از شرکت‌ها در حال حاضر به جای گرفتن کمیسیون در سیاست‌ها و سرمایه‌گذاری‌ها، هزینه‌های نخستین را برای محصولات مالی از مشتریان می‌گیرند.